# Садове кільце
Садове кільце, також Кільце Б (рос. Садо́вое кольцо́) — кругова магістральна вулиця у центрі Москви. Довжина — 15,6 км, ширина — 60—70 м.

## Історія
Історично Москва була оточена низкою фортифікаційних споруд, одне з яких — земляний вал, що був замкнутим кільцем завдовжки близько 16 км.
Вал було насипано в 1591—1592 рр. за наказом Бориса Годунова незабаром після спустошливого набігу на Москву орд кримського хана Гази-Гірея. Поверх нього була споруджено дубовий мур заввишки до 5 м, з 34 виїзними і приблизно ста глухими вежами. Зовні вздовж вала прорили рів і заповнили його водою. Вал, побудований на диво швидко, всього за рік, москвичі називали «Скородомом» (офіційна назва — Дерев'яний, а пізніше — Земляний Город). Земляним Городом стали називати і територію між валом і Білим Городом, а також Москва-рікою. Земляне місто населяли ремісники, селяни і дрібні торговці, тоді як Замоскворіччя — в основному стрільці, тому також мало найменування Стрілецька слобода.
Під час Смути (1598—1613) дерев'яні мури та вежі згоріли. Сам же вал залишився і незабаром було надсипано, а поверх нього побудували «острог» — частокіл з товстих колод, загострених догори.
До кінця XVII століття Земляний вал втратив своє значення як фортифікаційна споруда, перетворившись у митну межу міста. Перед в'їздами в місто виникають ринки, з них найвідоміші Сухаревський та Смоленський.
До кінця XVIII століття острог і вал поступово були зруйновано, місцями вал було засипано, в результаті чого було утворено просторі площі і проїзди. Під час пожежі 1812 року майже всі будови по обидві сторони валу були знищені вогнем.
За проектом Комісії із забудови Москви, затвердженим в 1816 році, залишки валу було запропоновано знести, рів — засипати, а на їх місці створити широку кільцеву бруковану вулицю. Під бруківку і тротуари відводилося 25 м із загального відстані між двома лініями будинків, що вже тоді сягало 60 м. На іншому просторі домовласники були зобов'язані влаштувати палісадники з насаджень на свій смак. Так було покладено початок Садовому кільцю.
На початку XX століття на кільці на місці малоповерхових будинків почалося інтенсивне будівництво багатоповерхових комерційних, адміністративних та житлових будівель.
До 1830 року, за деякими винятками, проект був реалізований. Без палісадників залишилися ділянки Садового кільця, розташовані у Замоскворіччі, а також площі. Зубовський і Смоленський вали стали громадськими бульварами, а Новінський вал, як місце народних гулянь, до 1877 року залишався широкою площею.
В 1870-х були прокладені колії для трамваїв на кінній тязі (конка), яку в 1912 році замінили трамваї на електричній тязі.
Після революції реквізовані у власників прибуткові будинки були заселені робітниками, кільце стало забудовуватися житловими і громадськими будівлями. Були ліквідовані спочатку Сухаревський, а потім і Смоленський ринки.
В 1930-х, Садове кільце було з'єднане і заасфальтовано. В 1937 році для розширення проїжджої частини та захисту від хімічної атаки була знесена вся лінія садів. Через Москву-ріку були перекинуті нові мости — Кримський та Великий Краснохолмський міст. В 1936—1937 трамваї лінії Б замінили на тролейбуси. Повністю кільцевий рух було організовано лише у 1963 році.
В 1948—1954 рр. на Садовому кільці було споруджено три з семи «сталінських висоток» (Будівля Міністерства закордонних справ Росії, Житловий будинок на Кудрінській площі та Висотна будівля на площі Красних Воріт). На початку 1950-х була побудована Кільцева лінія Московського метрополітену, південна частина якої (від станції «Курська» до станції «Парк культури») розташована під Садовим кільцем. З 1960-х років вулиці поступово перетворилися на проспекти з тунелями, розв'язками, естакадами і підземними переходами у найзавантаженіших місцях — на Кримській, Самотічній, Таганській, Добринінський, Жовтневій площах, площі Маяковського (Тріумфальній) та на розі з проспектом Калініна (Новим Арбатом).
З липня 2016 року маршрут Б та інші тролейбусні маршрути, що прямували Садовим кільцем, обслуговують автобусами.

## Вулиці і площі кільця

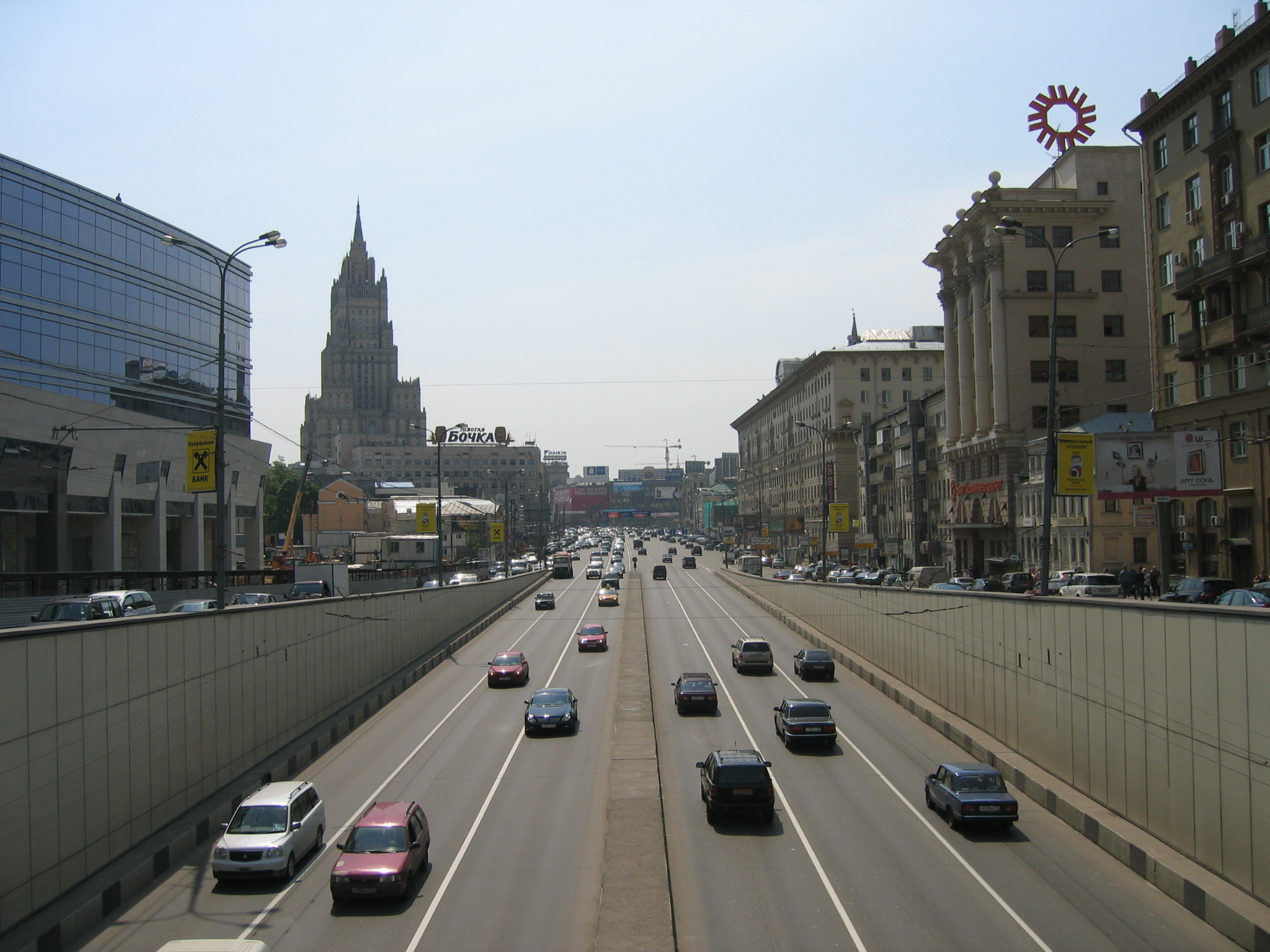
Садове кільце на розі з Новим Арбатом

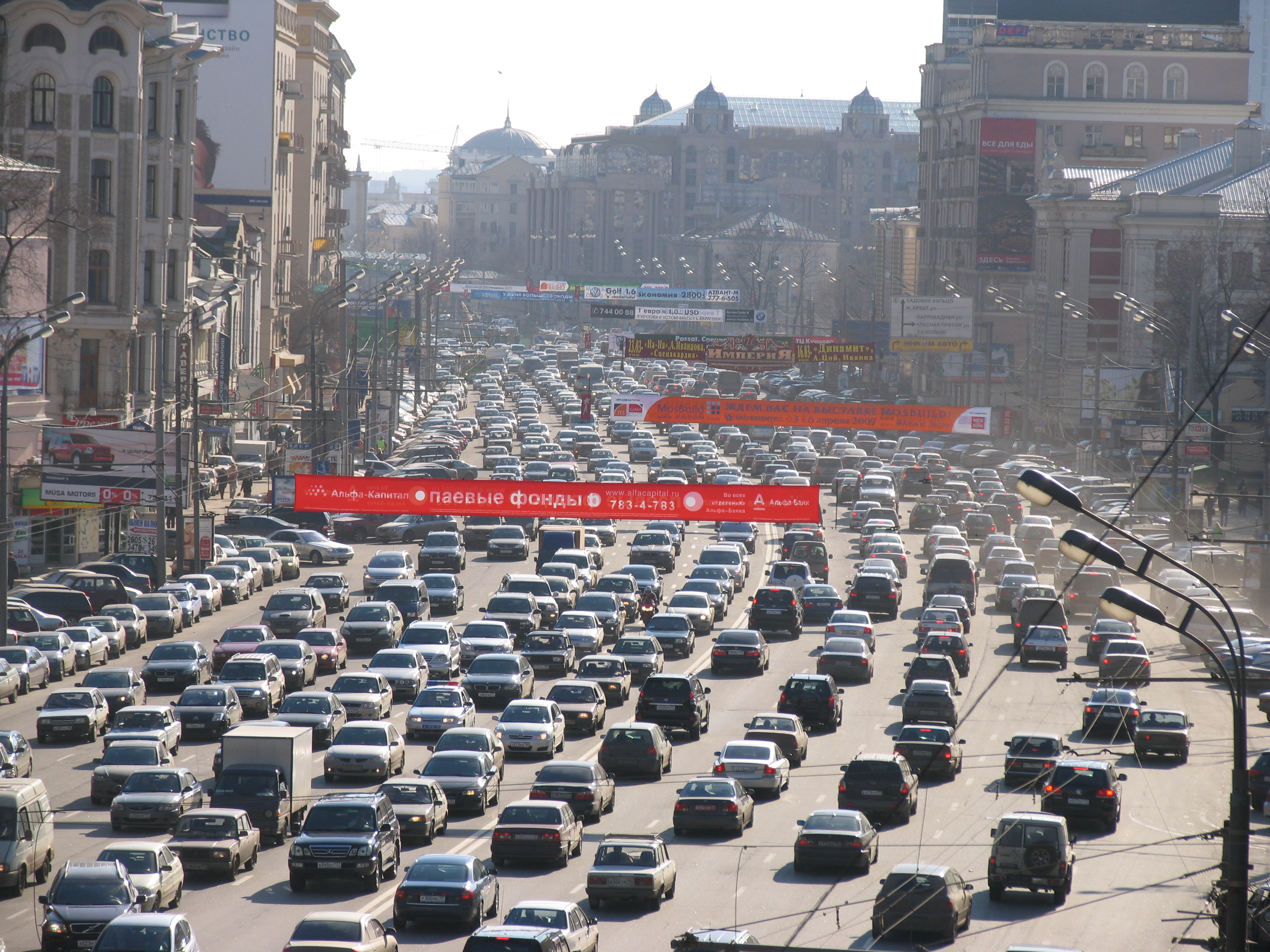
Корок на Садовій-Кудрінській вулиці. Вид з боку вулиці Красіна

За годинниковою стрілкою (від Тверської вулиці):
- Тріумфальна площа
- Садова-Тріумфальна вулиця
- Садова-Каретна вулиця
- Садова-Самотічна вулиця
- Самотічна площа
- Садова-Сухаревська вулиця
- Мала Сухаревська площа
- Велика Сухаревська площа
- Садова-Спасська вулиця
- Площа Красних Воріт та Лермонтовська площа
- Садова-Чорногрязська вулиця
- Площа Земляний Вал та площа Цезаря Куникова
- Вулиця Земляний Вал з площею Курського Вокзалу
- Таганська площа
- Нижня Краснохолмська вулиця
- Вулиця Зацепський Вал з Павелецькою площею
- Валова вулиця
- Серпуховська площа
- Вулиця Коровій Вал та Житня вулиця
- Вулиця Кримський Вал з Калузькою площею
- Кримська площа
- Зубовський бульвар
- Зубовська площа
- Смоленський бульвар
- Смоленська-Сінна площа
- Смоленська площа
- Новинський бульвар
- Кудрінська площа
- Садова-Кудрінська вулиця
- Велика Садова вулиця

## Мости та тунелі

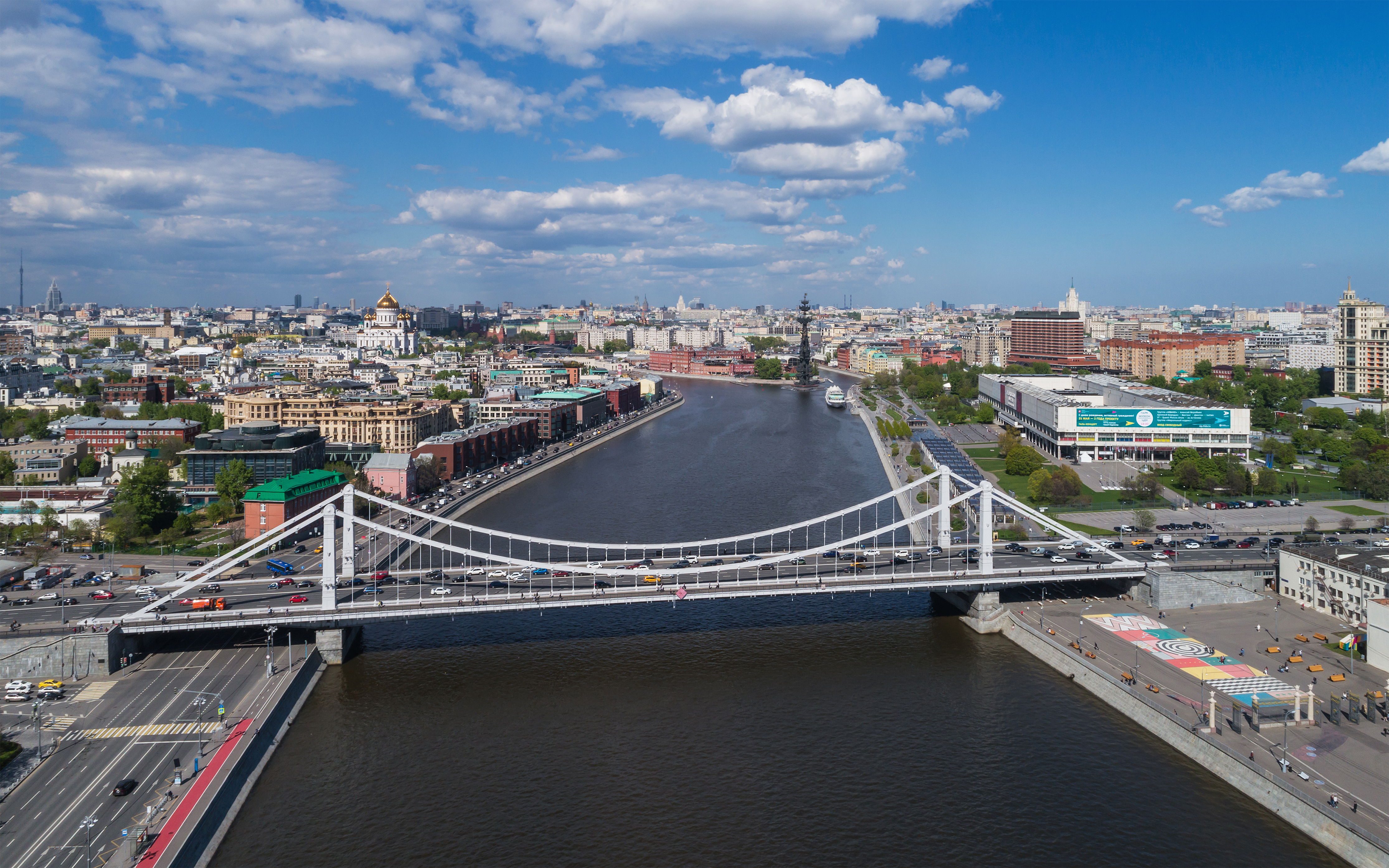
Кримський міст — найвужче місце Садового кільця: 6 смуг руху автотранспорту

- Маяковський тунель (під Тріумфальною площею)
- Самопливна естакада (над Самотічною площею)
- Високояузький міст (через Яузу)
- Ульяновська естакада (над Николоямською вулицею)
- Таганський тунель (під Таганською площею)
- Великий Краснохолмський міст (через Москву)
- Малий Краснохолмський міст (через Водовідвідний канал)
- Добринінський тунель (під Серпуховською площею)
- Жовтневий тунель (під Калузькою площею)
- Кримський міст (через Москву)
- Кримська естакада (над Кримською площею, перпендикулярно Садовому кільцю)
- Чайковський (Новоарбатський) тунель (під Новим Арбатом)